# Wolves of the Sea

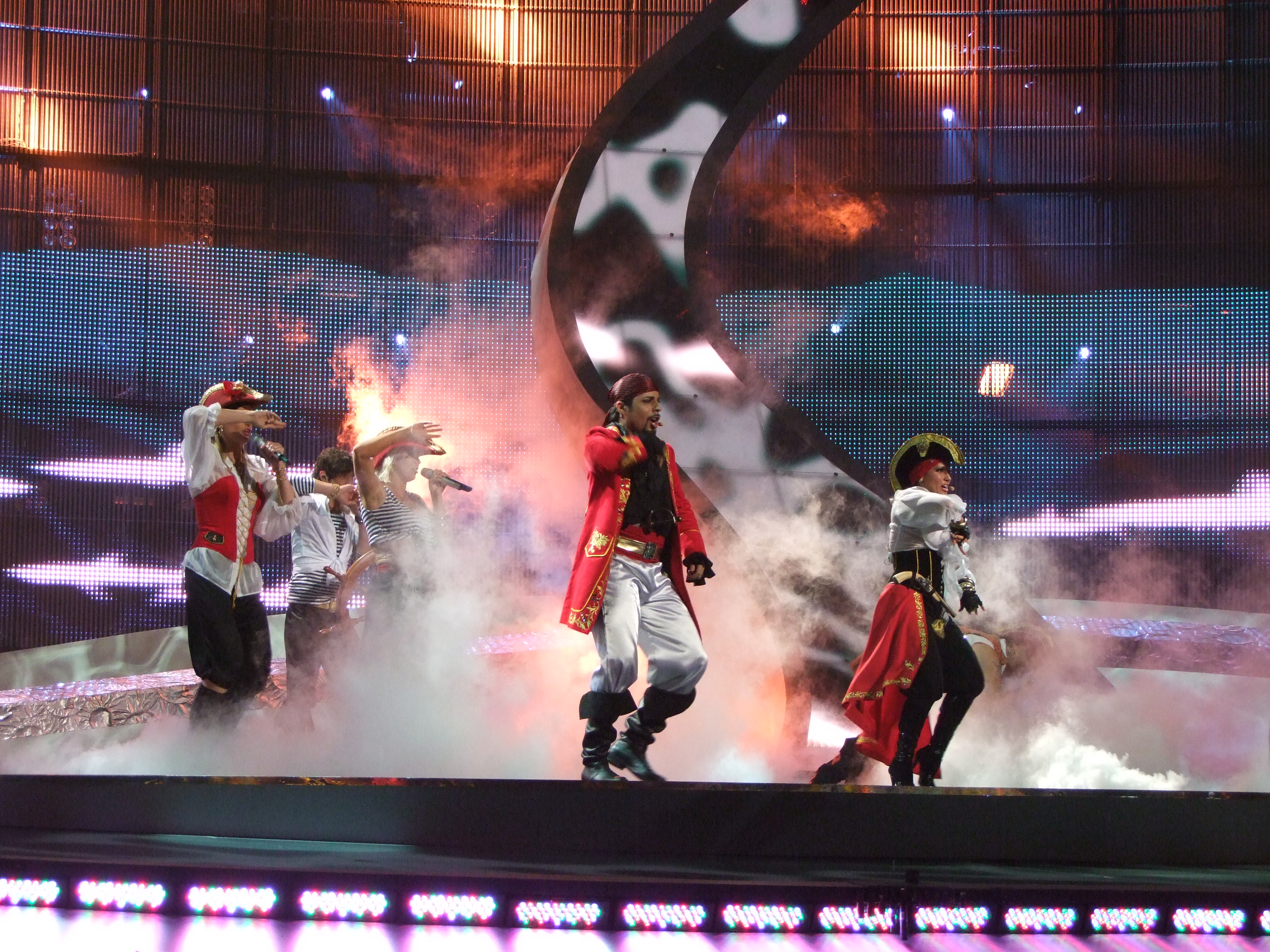

Wolves of the Sea (рос. Морські вовки) — пісня, з якою 22 травня 2008 року гурт «Pirates of the Sea» представив Латвію на міжнародному пісенному конкурсі Євробачення 2008. Автори пісні: Йонас Ліберґ, Йоганн Зален, Клаес Андреассон, Торбйорн Вассеніус. Пісня посіла в другому півфіналі конкурсу 6 місце з 86 балами, а у фіналі — 12 місце з 83 балами.
2008 року шотландський пауер-треш-метал-гурт Alestorm записав свій варіант конкурсної пісні в рок-обробці.